# Клещево (Олецький повіт)
Клещево (пол. Kleszczewo, нім. Kleschöwen) — село в Польщі, у гміні Велички Олецького повіту Вармінсько-Мазурського воєводства.
Населення — 142 особи (2011).
У 1975-1998 роках село належало до Сувальського воєводства.

## Демографія
Демографічна структура станом на 31 березня 2011 року:
|          | Загалом | Допрацездатний вік | Працездатний вік | Постпрацездатний вік |
| -------- | ------- | ------------------ | ---------------- | -------------------- |
| Чоловіки | 77      | 15                 | 57               | 5                    |
| Жінки    | 65      | 12                 | 38               | 15                   |
| Разом    | 142     | 27                 | 95               | 20                   |